# Ghost Stories (Coldplay)
| Recensione          | Giudizio |
| ------------------- | -------- |
| AllMusic            |          |
| American Songwriter |          |
| The Guardian        |          |
| The Observer        |          |
| Rockol              |          |
| Spin                |          |
| Slant Magazine      |          |

Ghost Stories è il sesto album in studio del gruppo musicale britannico Coldplay, pubblicato il 19 maggio 2014 dalla Parlophone.

## Antefatti
Nella mezzanotte del 25 febbraio 2014 i Coldplay hanno reso pubblico il videoclip del brano Midnight, caratterizzato da sonorità più elettroniche rispetto ai precedenti lavori realizzati dal gruppo.
Il 3 marzo 2014 i Coldplay hanno annunciato sia il titolo dell'album che la data di pubblicazione, oltre anche a rivelare la pubblicazione del singolo apripista di Ghost Stories, intitolato Magic. Il 20 marzo sono stati annunciati la versione deluxe dell'album, in vendita esclusivamente per il mercato statunitense, e una versione 7" di Midnight, pubblicata il 19 aprile in occasione del Record Store Day.
Nella serata del 29 aprile 2014 il gruppo ha reso disponibile per l'ascolto A Sky Full of Stars, successivamente pubblicato come terzo singolo anticipatore dell'album il 2 maggio.

## Descrizione
Ghost Stories è un concept album che ruota attorno a due tematiche menzionate dal frontman Chris Martin: l'idea delle azioni passate (e dei conseguenti effetti che possono influenzare il futuro), e la propria capacità di amare. L'album è stato in gran parte ispirato dalla travagliata relazione di Martin con l'allora moglie Gwyneth Paltrow. La coppia, separatasi infine a marzo 2014, è andata incontro a un momento delicato della propria relazione e ha tentato di risolvere ciò negli ultimi due anni antecedenti alla rottura: Martin ha inoltre spiegato la sua idea sull'album:
La traccia conclusiva dell'album, O, è in realtà un brano suddiviso in due parti. La prima parte, intitolata Fly On, ricopre i primi quattro minuti della traccia, mentre la seconda parte, O, è la sezione che ricopre l'ultimo minuto e mezzo. Nell'edizione deluxe il silenzio che separa i due brani non è presente e pertanto la durata totale della traccia è di 5:23.

## Tournée
Da aprile a luglio, i Coldplay hanno sette date per promuovere l'album. La prima data si è tenuta il 25 aprile all'E-Werk di Colonia, mentre la seconda è avvenuta il 5 maggio al Beacon Theatre di New York. Il 19 maggio i Coldplay si sono esibiti alla Royce Hall di Los Angeles, mentre il 28 maggio si sono esibiti al Casino de Paris di Parigi. Le restanti date si sono svolte il 12 giugno, il 19 giugno e il 1º luglio, rispettivamente al Tokyo Dome City Hall di Tokyo, all'Enmore Theatre di Sydney e alla Royal Albert Hall di Londra.
I brani dell'album eseguiti in queste date sono stati inseriti nell'album dal vivo Ghost Stories Live 2014, pubblicato il 24 novembre 2014.

## Tracce
Testi e musiche di Guy Berryman, Jonny Buckland, Will Champion e Chris Martin, eccetto dove indicato.
1. Always in My Head – 3:36
2. Magic – 4:45
3. Ink – 3:48
4. True Love – 4:05
5. Midnight – 4:54 (Guy Berryman, Jonny Buckland, Will Champion, Chris Martin, Jon Hopkins)
6. Another's Arms – 3:54
7. Oceans – 5:21
8. A Sky Full of Stars – 4:28 (Guy Berryman, Jonny Buckland, Will Champion, Chris Martin, Tim Bergling)
9. O – 7:46 – Suddivisa in Fly On (0:00–3:50) e O (6:22–7:46)

Traccia bonus nell'edizione giapponese
1. Midnight (Jon Hopkins Remix) – 10:06 (Guy Berryman, Jonny Buckland, Will Champion, Chris Martin, Jon Hopkins)

Tracce bonus nell'edizione di Target
1. All Your Friends – 3:32
2. Ghost Story – 4:17
3. O (Reprise) – 1:37

## Formazione
Gruppo
- Chris Martin – voce, chitarra acustica, pianoforte, tastiera
- Jonny Buckland – chitarra elettrica; tastiera (traccia 5)[42]
- Guy Berryman – basso; arpa laser (traccia 5)[42]
- Will Champion – batteria, voce; loop station e ReacTable (traccia 5)[42]

Altri musicisti
- John Metcalfe – arrangiamento strumenti ad arco, conduzione
- Paul Epworth – tastiera (traccia 2),[43] drum machine (traccia 8)[44]
- Daniel Green – programmazione (traccia 8)[44]
- Rik Simpson – tastiera (tracce 2 e 8),[43][44] programmazione (traccia 8)[44]
- Timbaland – batteria aggiuntiva (traccia 4)
- Davide Rossi – arrangiamenti e strumenti ad arco individuali (traccia 4)
- Tim Bergling – tastiera e programmazione (traccia 8)[44]
- Apple Martin – voce aggiuntiva (traccia 9)
- Moses Martin – voce aggiuntiva (traccia 9)
- Mabel Krichefski – voce aggiuntiva (traccia 9)

Produzione
- Coldplay – produzione
- Paul Epworth – produzione
- Daniel Green – produzione, missaggio (traccia 7)
- Rik Simpson – produzione, missaggio (traccia 7)
- Jon Hopkins – coproduzione (traccia 5)
- Tim Bergling – coproduzione (traccia 8)
- Olga Fitzroy – ingegneria del suono
- Matt Wiggins – ingegneria del suono
- Jaime Stickora – ingegneria del suono aggiuntiva
- Chris Owens – ingegneria del suono aggiuntiva
- Joe Visciano – ingegneria del suono aggiuntiva
- Tom Bailey – assistenza tecnica
- Fiona Cruickshank – assistenza tecnica
- Nicolas Essig – assistenza tecnica
- Jeff Gartenbaum – assistenza tecnica
- Christian Green – assistenza tecnica
- Joseph Hartwell Jones – assistenza tecnica
- Pablo Hernandez – assistenza tecnica
- Neil Lambert – assistenza tecnica
- Matt McGinn – assistenza tecnica
- Adam Miller – assistenza tecnica
- Roxy Pope – assistenza tecnica
- John Prestage – assistenza tecnica
- Bill Rahko – assistenza tecnica
- Kyle Stevens – assistenza tecnica
- Mark "Spike" Stent – missaggio (eccetto traccia 7)
- Geoff Swan – assistenza al missaggio (eccetto traccia 7)
- Ten Jensen – mastering

## Classifiche

### Classifiche settimanali
| Classifica (2014)         | Posizione massima |
| ------------------------- | ----------------- |
| Australia                 | 1                 |
| Austria                   | 2                 |
| Belgio (Fiandre)          | 1                 |
| Belgio (Vallonia)         | 1                 |
| Canada                    | 1                 |
| Danimarca                 | 1                 |
| Finlandia                 | 1                 |
| Francia                   | 1                 |
| Germania                  | 1                 |
| Irlanda                   | 1                 |
| Italia                    | 1                 |
| Norvegia                  | 1                 |
| Nuova Zelanda             | 1                 |
| Paesi Bassi               | 2                 |
| Polonia                   | 1                 |
| Portogallo                | 1                 |
| Regno Unito               | 1                 |
| Spagna                    | 1                 |
| Stati Uniti               | 1                 |
| Stati Uniti (alternative) | 1                 |
| Stati Uniti (rock)        | 1                 |
| Svezia                    | 1                 |
| Svizzera                  | 1                 |

### Classifiche di fine decennio
| Classifica (2010-19) | Posizione |
| -------------------- | --------- |
| Paesi Bassi          | 71        |